# Jean-Jacques Duval d'Eprémesnil
Jean-Jacques Duval d'Eprémesnil (Puducherry, 5 dicembre 1745 – Parigi, 22 aprile 1794) è stato un magistrato e politico francese.

## Biografia
Nato in India, il padre fu collega di Joseph François Dupleix. Ritornato in Francia nel 1750, studiò diritto a Parigi e diventò conseiller nel Parlamento di Parigi nel 1775, dove ben presto si distinse per la sua zelante difesa dei suoi diritti contro la prerogativa reale. Mostrò acerrima inimicizia nei confronti di Maria Antonietta nella questione della collana di diamanti. Il 19 novembre 1787 fu portavoce del parlamento nel chiedere la convocazione degli Stati generali.
Quando la corte reagì con un editto che privava il parlamento delle sue funzioni, Eprémesnil corruppe gli stampatori e ottenne una copia del testo prima della sua promulgazione e la lesse al parlamento riunito. Un ufficiale reale, il marchese d'Agoult, fu inviato al tribunale di giustizia dal re Luigi XVI su richiesta del ministro delle finanze, il cardinale de Brienne, per arrestare Eprémesnil e il suo principale sostenitore, Goislard de Montsabert, i capi della fronda che non rispettavano i principi dell'assolutismo regio, ma il parlamento (5 maggio 1788) dichiarò che erano tutti Eprémesnils, e l'arresto fu effettuato solo il giorno seguente con la resa volontaria dei due membri.
Dopo quattro mesi di reclusione nell'Isola di Santa Margherita, Eprémesnil scoprì di essere diventato un eroe popolare, e tornò agli Stati generali come rappresentante deputato della nobiltà dei quartieri periferici di Parigi. Ma con l'avvicinarsi della rivoluzione le sue opinioni cambiarono e fu un accanito difensore dei privilegi dell'aristocrazia. Nel suo Réflexions impartiales... (gennaio 1789) difese la monarchia e guidò il partito tra la nobiltà che rifiutò di incontrare gli Stati generali fino a quando non fu convocato a farlo dal comando reale.
Nell'Assemblea costituente si opponeva ad ogni passo verso la distruzione della monarchia. Scampato alla furia della popolazione parigina, nel luglio 1792 fu imprigionato nell'Abbazia di Saint-Germain-des-Prés, ma fu messo in libertà prima dei massacri di settembre. Nel settembre 1793, fu arrestato a Le Havre, portato a Parigi e denunciato alla Convenzione nazionale come agente di William Pitt il Giovane. Fu processato davanti al Tribunale rivoluzionario il 21 aprile 1794 e ghigliottinato il giorno dopo.
Massone, fu membro della loggia parigina "Les Neuf Soeurs".